# Pseudoraja fischeri
Pseudoraja fischeri is een vissoort uit de familie van de Arhynchobatidae. De wetenschappelijke naam van de soort is voor het eerst geldig gepubliceerd in 1954 door Bigelow & Schroeder.